# Malachite (sous-marin)
Pour les articles homonymes, voir Malachite (homonymie).
Le Malachite (en français : Malachite) est un sous-marin de la classe Perla (sous-classe de la Serie 600, en service dans la Regia Marina lancé au milieu des années 1930 et ayant servi pendant la Seconde Guerre mondiale.

## Caractéristiques
Les sous-marins de la classe Perla sont des sous-marins de petite croisière dérivés de la série Sirena, pour lesquels ils subissent une légère augmentation du déplacement et de la distance parcourue grâce aux améliorations et à l'installation de nouveaux équipements de climatisation ; des équipements plus modernes sont également installés à bord, notamment un radiogoniomètre pouvant être contrôlé depuis l’intérieur du navire. Entre les sous-marins construits à Monfalcone et ceux construites à La Spezia, il y a des différences extérieures, surtout à l'extrémité du massif.
Leur déplacement à pleine charge prévu était de 695 tonnes en surface et de 855 tonnes en immersion, mais variait quelque peu selon le sous-marin et le constructeur. Les sous-marins avaient une longueur de 60,20 m, une largeur de 6,4 m et un tirant d'eau de 4,6 m à 4,70 m.
Pour la navigation en surface, les sous-marins étaient propulsés par deux moteurs diesel Fiat, chacun entraînant un arbre porte-hélice d'une puissance totale de 675-750 ch (503-559 kW). En immersion, chaque hélice était entraînée par un moteur électrique CRDA de 400 ch (298 kW). Ces moteurs électriques étaient alimentés par une batterie d'accumulateurs au plomb composée de 104 éléments. Ils pouvaient atteindre 14 noeuds (26 km/h) en surface et 7,5 noeuds (13,9 km/h) sous l'eau. En surface, la classe Perla avait une autonomie de 5 200 milles nautiques (9 600 km) à 8 noeuds (15 km/h), en immersion, elle avait une autonomie de 74 milles nautiques (137 km) à 4 noeuds (7,4 km/h).
Les sous-marins étaient armés de six tubes lance-torpilles internes de 53,3 cm (21,0 in), quatre à l'avant et deux à l'arrière. Une torpille de rechargement était transportée pour chaque tube, pour un total de douze. Ils étaient également armés d'un canon de pont de canon OTO de 100 mm (4 pouces) pour le combat en surface. L'armement antiaérien léger consistait en une ou deux paires de mitrailleuses Breda Model 1931 de 13,2 mm (0,52 in).

## Construction et mise en service
Le Malachite est construit par Odero-Terni-Orlando  (OTO) sur le chantier naval Cantiere navale del Muggiano de La Spezia en Italie, et mis sur cale le 31 août 1935. Il est lancé le 15 juillet 1936 et est achevé et mis en service le 6 novembre 1936. Il est commissionné le même jour dans la Regia Marina.

## Historique
Au début de la Seconde Guerre mondiale, le Malachite se trouve à Tarente, affectée au 47e Escadron de sous-marins (IVe Groupe). Son commandant est le capitaine de corvette Renato d'Elia, tandis que son second est le lieutenant de vaisseau (tenente di vascello ) Gianfranco Gazzana-Priaroggia, qui se distinguera plus tard dans l'Atlantique sous le commandement du sous-marin Da Vinci. Le sous-marin est immédiatement transféré à Augusta, pour faire partie du Xe groupe de sous-marins.
Le 20 juin 1940, il est envoyé en mission dans les eaux au nord de Majorque et le 24, il repère un convoi qu'il ne peut pas attaquer car il est trop éloigné; il rentre à la base le 27,.
Il passe ensuite quelques mois en maintenance. Pendant cette période, le commandant D'Elia est remplacé par le lieutenant de vaisseau Enzo Zanni.
Dans la nuit du 12 au 13 novembre 1940, le Malachite est en mission défensive dans le golfe de Tarente.
Du 18 au 21 décembre, il est en mission dans les eaux au nord-est de Derna, après avoir subi - le 15 décembre, lors de la navigation d'approche - l'attaque d'un avion qu'il a repoussé avec ses moyens anti-aériens.
Dans la nuit du 27 janvier 1941, il effectue des écoutes avec son hydrophone dans le détroit de Messine.
Du 9 au 15 février, il est en mission dans les eaux au large de Bardia. Le 14 février, il aperçoit un navire militaire et tente de s'en approcher, mais il ne peut pas le faire en raison de la distance excessive et de la grande vitesse du navire.
Le 15 mars, il est envoyé dans le canal de Anticythère en Grèce, et quatre jours plus tard, à 1h19 du matin, il lance deux torpilles sur un croiseur accompagné de plusieurs destroyers, le ratant. Il plonge, poursuivi par la réaction de l'escorte avec des grenades sous-marines.
Le 10 avril, il arrive au nord du golfe de Sollum et à 23h37 le 14, il tente d'attaquer un important convoi mais il est repoussé par l'escorte, ne s'approchant pas suffisamment pour le lancement de torpilles. Il rentre à sa base le 18.
Du 20 au 28 mai, il est en mission près de l'île de Agathonísi.
Dans la nuit du 19 juin, il lance deux torpilles contre un croiseur naviguant près de la Crète en compagnie d'un destroyer. Même s'il n'est éloigné que de quelques mètres, les deux torpilles échouent.
Le 3 juillet, il navigue au nord de Ras Azzaz et à huit heures du soir le même jour, il aperçoit le croiseur léger HMS Phoebe (43) avec deux destroyers d'escorte et lance une torpille sur eux, s'éloignant en plongée et entendant une explosion. Il n'y a pas de confirmation de dommages, même si certaines sources pensent que l'un des destroyers a été touché,,.
S'ensuivit une longue série de missions sans événements majeurs.:
- du 25 septembre au 5 octobre 1941, près de Ras Aamer;
- du 20 au 27 janvier 1942, dans la même zone que la mission précédente;
- du 11 au 23 février, dans le bras de mer qui fait face à la Cyrénaïque;
- du 8 au 21 avril, toujours dans les eaux de la Cyrénaïque;
- du 1er au 9 juin, au nord-ouest d'Alger;
- du 15 au 18 juin, toujours au nord-ouest d'Alger;
- du 22 au 24 juin, au nord du Cap Blanc[4].

Le 16 juillet, il est envoyé au large de la Tunisie mais il doit revenir le lendemain en raison d'une panne. Il passe ensuite une longue période d'inactivité, tant pour les réparations que pour le repos de son équipage.
Il reprend ses fonctions le 20 novembre, lorsqu'avec un nouveau commandant - le lieutenant de vaisseau Alpinolo Cinti - il est envoyé en mission dans les eaux algériennes. Le 24 novembre à 4 h 11 du matin, après être entré dans la rade de Philippeville, il lance deux torpilles sur un groupe de trois transports avec escorte et entend une explosion,. Quatre minutes plus tard, il lance deux autres torpilles, à courte distance l'une de l'autre, contre un grand pétrolier escorté: deux fortes explosions sont entendues (le résultat est toutefois controversé: selon certaines sources il y aurait la confirmation, du côté britannique, des dommages de certains navires, selon d'autres au contraire il n'y aurait pas de confirmation),. Le 26 novembre, le Malachite accoste à Cagliari, qui devient sa base.
Du 16 au 24 décembre, il est en mission entre le Cap de Fer et l'île de La Galite, et du 4 au 5 janvier 1943, il est à nouveau stationné au large de La Galite, sans résultat.
Le 21 janvier, il est envoyé entre le cap Carbon et le cap Bougaroni et le 22, à 4h55 du matin, il repère un convoi qui navigue vers Bône. Il lance quatre torpilles - à 5h18 du matin - puis plonge à la poursuite de l'escorte, avertissant de deux détonations (il n'y a cependant pas de traces),.
Il reçoit alors la mission de transporter des raiders. Le Malachite quitte Cagliari dans la soirée du 2 février 1943, avec à son bord 11 raiders du bataillon "San Marco" (commandé par le sous-lieutenant Bartolini), chargés de saboter un pont ferroviaire à El Kejur[pas clair], en Algérie,,,. Le sous-marin atteint la zone prévue pour le débarquement des raiders - à 9 milles nautiques (16 km) du cap Matifou - dans la nuit du 5 au 6 février. Mais la présence de deux bâtiments de lutte anti-sous-marine ennemis (de plus la mer étant agitée) empêche de mener l'opération immédiatement,. Dans la soirée du 6 février, il est finalement possible de mettre à terre certains canots pneumatiques des saboteurs. Le sous-marin est alors stationné en attendant leur retour,,. Plus tard, à bord du sous-marin, on entend une forte explosion et peu après, on aperçoit le signal qui aurait dû annoncer le succès de la mission et le retour des raiders. Cependant, sur la plage établie pour le réembarquement, une violente bagarre éclate. Aucun des saboteurs ne revient. A 6h30 du 7, l'équipage du sous-marin n'a plus d'autre option que de partir pour retourner à Cagliari,,.
Vers onze heures du matin du 9 février, alors qu'il transite à trois milles nautiques (5,5 km) au sud du cap Spartivento, déjà en vue des côtes sardes, il est repéré par le sous-marin néerlandais Dolfijn qui lui lance une salve de quatre torpilles,,,. Après avoir évité les trois premières par une manœuvre, le Malachite est touché à l'arrière, du côté gauche, par la torpille restante, et au bout d'une minute, il coule avec la proue perpendiculairement à la surface de la mer,,,.
Le commandant Cinti, trois autres officiers et neuf sous-officiers et marins ont réussi à se sauver. Avec la disparition du Malachite, un officier (le sous-lieutenant Giovanni Rubino, du génie naval) et 34 sous-officiers et marins ont disparu.
Jusqu'alors, le sous-marin avait effectué 36 missions (22 missions offensives-exploratoires, 13 missions de transfert ou d'entraînement, une mission de transport de raiders) couvrant un total de 25 125 milles nautiques (46 531 km) en surface et 3 960 milles nautiques (7 333 km) sous l'eau.
L'épave du Malachite est retrouvée en septembre 1999, à une profondeur comprise entre 117 et 124 mètres,. Elle repose sur son côté tribord, sans les dix derniers mètres de la poupe.